# Дешино (Ярославская область)
Дешино — село в составе Пречистенского сельского поселения Первомайского района Ярославской области, относится к Козскому сельскому округу.

## География
Село расположено в 15 км на запад от села Коза и в 40 км на запад от райцентра посёлка Пречистое.

## История
Каменная Церковь во имя обновления храма Воскресения Христова построена в 1815 году на средства прихожан. Престолов было три: обновления храма Воскресения Христова, Казанской Божией Матери и Успения Божией Матери. 
В конце XIX — начале XX века село входило в состав Николо-Раменской волости Пошехонского уезда Ярославской губернии.
С 1929 года село являлось центром Дешинского сельсовета Первомайского района, в 1935 — 1963 годах — в составе Пречистенского района, в 1980 годах — в составе Козского сельсовета, с 2005 года — в составе Пречистенского сельского поселения.

## Население
| 1859 | 1914 | 2002 | 2007 | 2010 |
| ---- | ---- | ---- | ---- | ---- |
| 38   | ↗60  | ↘1   | →1   | →1   |

## Достопримечательности
В селе расположена недействующая Церковь Воскресения Словущего (1815).